# La Grande-3 Airport
La Grande-3 Airport (franska: Aéroport de La Grande-3) är en flygplats i Kanada.   Den ligger i regionen Nord-du-Québec och provinsen Québec, i den östra delen av landet, 900 km norr om huvudstaden Ottawa. La Grande-3 Airport ligger 222 meter över havet.
Terrängen runt La Grande-3 Airport är platt. Trakten runt La Grande-3 Airport är nära nog obefolkad, med mindre än två invånare per kvadratkilometer.. Det finns inga samhällen i närheten. 